# Bích Phượng
Bích Phượng (sinh vào năm 1964) là một nữ ca sĩ dân ca, ca sĩ tân nhạc và nghệ sĩ cải lương Việt Nam, cô được biết tới như một giọng hát ngọt ngào và thành công với dòng nhạc dân ca hay mang âm hưởng dân ca Nam Bộ. Cô còn được biết đến là con gái của NSND Út Trà Ôn.

## Sự nghiệp
Bích Phượng sinh năm 1964, là con gái út của danh ca Út Trà Ôn. Cô có lòng đam mê với dòng nhạc dân ca và có khiếu hát từ sớm. Năm 1984, khi còn làm công nhân ở xí nghiệp Xây lắp nội thương 2, cô đã đoạt một huy chương vàng về ca hát với bài Dáng đứng Bến Tre. Năm 1987, cô được cha cho ký hợp đồng với đoàn nhạc Tây Ninh để theo học nghề sân khấu. Thời đó do bị áp lực phe cánh, cô bị lấn át, không phát huy được khả năng, sợ cha bị khó xử nên cô bỏ về Sài Gòn.
Tạm thời xa sân khấu, Bích Phượng tập trung hát dân ca và tân nhạc khai thác từ dân ca, ban đầu trong một nhóm hát (là tiền thân của nhóm Phù Sa sau này), rồi sau ra hát riêng. Với giọng hát ngọt ngào đậm chất miền Tây, cô dần khẳng định vị trí với các thể loại nhạc từ dân ca Nam bộ đến các bài mang âm hưởng dân ca Nam bộ, và cả một số bài nhạc cách mạng. Năm 2001, cô được Đài Tiếng nói Nhân dân TP HCM trao giải thưởng vì có giọng hát nhạc truyền thống hay nhất. Ngoài hát cô còn đóng các vở tuồng Cải lương.
Bích Phượng dần trở nên quen thuộc trên các chương trình truyền hình, phát thanh về chủ đề dân ca Nam Bộ. Thời gian đầu cô thường đi hát tại các sân khấu ca nhạc, nhưng về sau do phải nhường chỗ cho các ca sĩ nhạc trẻ, cô chỉ còn gắn bó với sân khấu ca nhạc Trống Đồng ngoài ra thì đi hát tại các nhà hàng. Bên cạnh ca hát cô từng tham gia giảng dạy về dân ca Nam bộ tại cung văn hóa Lao động TP HCM.
Hiện nay Bích Phượng sống cùng gia đình (chồng là nghệ sĩ guitar Đức Luân) tại TP HCM. Cô có một phòng thu tại đường Điện Biên Phủ, quận 10. Thời gian gần đây ngoài đi diễn cô thường hát nhạc Phật giáo tại các cơ sở Phật giáo, các chương trình từ thiện.

## Tác phẩm
Một số ca khúc thành công
- Bài ca đất phương Nam
- Cô gái Sài Gòn đi tải đạn
- Dáng đứng Bến Tre
- Đàn sáo Hậu Giang
- Điệu buồn phương Nam
- Em đi trên cỏ non
- Gợi nhớ quê hương
- Hình bóng quê nhà
- Kiên Giang mình đẹp lắm / Lý chèo đưa cá Ông
- Khúc hát ru người mẹ trẻ (với bé Xuân Mai)
- Lý Cái Mơn
- Lý chim quyên
- Lý chiều chiều
- Lý chuồn chuồn
- Lý qua cầu
- Lý Quy Phụng
- Ru con Nam Bộ
- Tân cổ Em bé quê (với bé Xuân Mai
- Tân cổ Đi học (với bé Xuân Mai)
- Tân cổ Tía má em (với bé Xuân Mai)
- Tình thắm duyên quê
- Tình mẹ (với bé Xuân Mai)
- Trèo đèo

Album
- Tiếng hát Bích Phượng, Saigon Audio phát hành (1994)
- Gợi nhớ quê hương (2007), gồm 7 ca khúc mang âm hưởng dân ca và bài dân ca Ru con.